# Confirmation (rhétorique)
 (mars 2021).
Si vous disposez d'ouvrages ou d'articles de référence ou si vous connaissez des sites web de qualité traitant du thème abordé ici, merci de compléter l'article en donnant les références utiles à sa vérifiabilité et en les liant à la section « Notes et références ».
Pour les articles homonymes, voir Confirmation (homonymie).
La confirmation est la partie du discours dans laquelle l'orateur prouve le contenu de sa proposition, et qui consiste dans la discussion des preuves. Elle comprend quatre parties : le choix des preuves, leur ordre, la manière de les traiter, et leur liaison. (Elle peut s'apparenter à l'argumentation).